# Vlčeves
Vlčeves település Csehországban, a Tábori járásban. Vlčeves Chrbonín, Mlýny, Křeč, Hojovice és Černovice településekkel határos. Lakosainak száma 112 fő (2024. január 1.).

## Népesség
A település lakosságának változását az alábbi diagram mutatja:
| Lakosok száma | 591  | 578  | 525  | 336  | 185  | 72   | 83   | 94   | 109  | 112  |
|               | 1869 | 1900 | 1921 | 1961 | 1980 | 2011 | 2016 | 2019 | 2021 | 2024 |